# 清田瞭

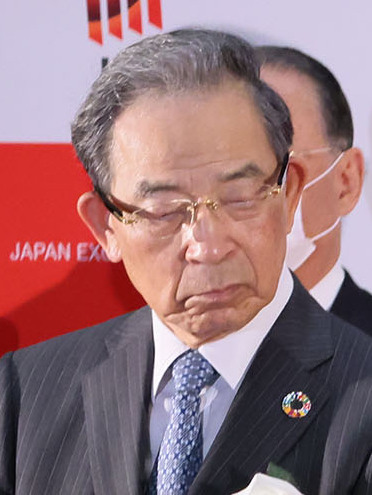
大納会にて（2022年12月、東京証券取引所）

清田 瞭（きよた あきら、1945年5月6日 - ）は、日本の実業家、大和証券グループ本社名誉顧問、フジ・メディア・ホールディングス独立社外取締役（監査等委員）、フジテレビジョン監査役。大和証券グループ本社取締役会長、東京証券取引所代表取締役社長、日本取引所グループ取締役兼代表執行役グループ最高経営責任者(CEO)と東京証券取引所代表取締役社長を歴任した。

## 経歴
- 満洲国の国策電力会社満洲電業の送電技師の三男として満洲に生まれる[1]。
- 終戦後、父の郷里熊本県に引き揚げ、九州電力に入社した父の転勤に伴い九州各地を転々とする。
- 1964年 - 福岡県立修猷館高等学校卒業[1][2]
- 1969年4月 - 早稲田大学政治経済学部卒業、大和証券入社
- 1974年 - ワシントン大学経営学修士(MBA)取得
- 1990年 - 大和証券債券部長兼債券トレーディング室長就任
- 1994年6月 - 同社取締役営業本部副本部長兼東部本部長就任
- 1996年5月 - 同社取締役債券・資金本部長就任
- 1997年6月 - 同社常務取締役就任
- 1997年9月 - 同社代表取締役常務取締役就任
- 1997年10月 - 同社代表取締役副社長就任
- 1999年4月 - 大和証券エスビーキャピタル・マーケッツ代表取締役社長就任
- 2004年6月 - 大和証券グループ本社取締役副会長兼執行役就任
- 2004年6月 - 大和総研理事長就任
- 2008年6月 - 大和証券グループ本社取締役会長兼執行役就任
- 2011年4月 - 同社名誉会長就任
- 2013年6月 - 日本取引所グループ取締役兼東京証券取引所代表取締役社長就任
- 2015年6月 - 日本取引所グループ取締役兼代表執行役最高経営責任者(CEO)就任
- 2023年4月 - 日本取引所グループ取締役兼代表執行役(CEO) 退任
- 2023年6月 - フジ・メディア・ホールディングス独立社外取締役監査等委員、フジテレビジョン監査役就任
- 2024年 - シャープの社外取締役に就任[3]

## 持論
経済停滞の根源は人口減少であるとして日本の少子化に強い危機感を抱いており、大和証券グループ本社取締役会長であった2009年、「子供を産んだら子供1人当たり毎月10万円を20歳になるまで支給し経済的な負担を軽減することにより、毎年の出生数を200万人にする目標を掲げる。財源は『人材国債』を発行することにより賄う」という大胆な少子化対策をマスメディアを通じて提唱した。